# Lavaur (Dordogne)
Lavaur (okzitanisch La Vaur ) ist ein Ort und eine aus mehreren Einzelgehöften bestehende Gemeinde mit 81 Einwohnern (Stand: 1. Januar 2022) im äußersten Süden des französischen Départements Dordogne in der Region Nouvelle-Aquitaine in der alten Kulturlandschaft des Périgord.

## Lage
Der Ort Lavaur liegt gut 20 km (Fahrtstrecke) nordöstlich der Stadt Sarlat-la-Canéda bzw. ca. 67 km südöstlich von Périgueux in einer Höhe von ca. 245 m ü. d. M. Das Klima ist gemäßigt und wird gleichermaßen vom Atlantik wie von den Bergen des Zentralmassivs beeinflusst.

## Bevölkerungsentwicklung
| Jahr      | 1800 | 1851 | 1901 | 1954 | 1999 | 2014 |
| Einwohner | 378  | 413  | 281  | 174  | 88   | 64   |

Der kontinuierliche Bevölkerungsrückgang seit der zweiten Hälfte des 19. Jahrhunderts ist im Wesentlichen auf die Reblauskrise im Weinbau und die zunehmende Mechanisierung der Landwirtschaft sowie den jeweils damit einhergehenden Verlust an Arbeitsplätzen zurückzuführen.

## Wirtschaft
Die Bewohner der Gemeinde lebten jahrhundertelang als Selbstversorger von den Erträgen ihrer Felder und Gärten; daneben wurden auch Viehzucht, ein wenig Weinbau und die Anpflanzung von Esskastanien und Nussbäumen betrieben. Im Ort selbst siedelten Handwerker, Kleinhändler und Dienstleister. Seit den 1960er Jahren werden einige der leerstehenden Häuser als Ferienwohnungen (gîtes) genutzt.

## Geschichte
Ob der Ort und/oder seine ehemalige Burg (château) während des Hundertjährigen Krieges (1337–1453) oder in der Zeit der Hugenottenkriege (1562–1598) in Mitleidenschaft gezogen wurden, ist unklar. Jedenfalls wechselten sie ab dem 15. Jahrhundert mehrfach den Grundherren. Der letzte Besitzer der Burg ließ sie während oder kurz nach der Französischen Revolution abreißen.

## Sehenswürdigkeiten
- Die einschiffige spätromanische Pfarrkirche Saint-Avit verfügt über ein Querschiff und war ursprünglich wahrscheinlich die Kapelle der nahegelegenen Burg. Der Glockengiebel befindet sich auf der Grenze zwischen Kirchenschiff und flach schließender Apsis. Zur Ausstattung der Kirche gehören zwei ins 13. Jahrhundert datierte Engelsfiguren und ein Weihwasserbecken (bénitier) mit einem Lilienkreuz.
- In der Umgebung des Ortes befindet sich eine Fontaine des trois évêques genannte Quelle, an der sich – einer lokalen Überlieferung zufolge – einmal jährlich die Bischöfe der Bistümer Périgueux, Agen und Cahors versammelt haben sollen.